# Нобелівська премія з фізіології або медицини
Но́белівська пре́мія з фізіоло́гії або медици́ни (швед. Nobelpriset i fysiologi eller medicin) — вища нагорода за наукові досягнення в галузі фізіології або медицини, яку щорічно присуджує Шведська королівська академія наук у Стокгольмі.
Премія є однією з п'яти премій, заснованих відповідно до заповіту, написаного 1895 року шведським хіміком Альфредом Нобелем, який помер 1896 року. Премії присуджують за видатні досягнення з хімії, фізики, літератури, фізіології або медицини та за внесок у встановлення миру.
Першу Нобелівську премію з фізіології або медицини було вручено 1901 року Емілю фон Берінгу «за працю з сироваткової терапії, перш за все — за її застосування в лікуванні дифтерії, що відкрило нові шляхи в медичній науці й дало лікарям переможну зброю проти хвороб та смерті». Кожен лауреат отримує медаль, диплом та грошову винагороду, сума якої змінюється. Нагороду вручають на щорічній церемонії в Стокгольмі 10 грудня — у річницю смерті Нобеля.
Протягом 1901—2024 років було присуджено 116 Нобелівських премій з фізіології та медицини 229 лауреатам: 216 чоловікам і 13 жінкам. Середній вік лауреата Нобелівської премії з фізіології або медицини складає 58 років. Наймолодшим лауреатом став Фредерік Бантинг (32 роки), найстаршим — Френсіс Пейтон Раус (87 років).
Деякі рішення щодо присудження премії викликали суперечки. Так, нагородження Антоніу Еґаша Моніша у 1949 році за префронтальну лоботомію відбулося всупереч протестам медичної спільноти. Суперечки виникали і через те, кого визнавали лауреатами. Наприклад, премію 1952 року для Зельмана Ваксмана, оскаржували в суді, і половину патентних прав передали його співвідкривачу Альберту Шацу, який премії не отримав. Крім того, кількість лауреатів Нобелівської премії з фізіології або медицини обмежена трьома, що часто викликає дискусії через тенденцію до залучення великих команд для втілення значущих наукових проєктів.
Також, у 2011 році канадському імунологу Ральфу Стейнману було присуджено Нобелівську премію; однак, як з’ясувалося, він помер за три дні до оголошення. Комітет вирішив, що оскільки премію було присуджено «добросовісно», рішення залишиться в силі.